# Бахмутська сільська рада (Україна)
Ба́хмутська сільська́ ра́да — адміністративно-територіальна одиниця та орган місцевого самоврядування в Бахмутському районі Донецької області. Адміністративний центр — село Бахмутське.

## Населені пункти
Сільській раді підпорядковані населені пункти:
- с. Бахмутське — населення 784 особи;
- с-ще Підгородне — населення 163 особи;

Загальна кількість населення становить 947 осіб.

## Географія
Бахмутська сільська рада розташована в центральній часті Бахмутського району. Землі ради межують:
- з північно-західної сторони — з територією Парасковіївської сільської ради,
- з півночі — з землями м. Соледар,
- із сходу — з Володимирівською сільською радою,
- з південного сходу — з Покровською сільською радою,
- з підвня та південного заходу — з Красненськоью та Опитненською сільськими радами Бахмутського району.

Відстань від села шосейним шляхом:
- до районного центру — 10 км
- до обласного центру м. Донецька — 85 км;
- Залізницею до м. Донецька — 130 км.

Територією сільської ради пролягає міжнародна автомобільна дорога М 03 Київ — Харків — Довжанський (на Ростов-на-Дону).

## Склад ради
Загальний склад ради: 14 депутатів. В результаті місцевих виборів 2010 р. всі 14 депутатів були обрані від Партії Регіонів. Голова сільради — Чернова Олена Іванівна, 1968 року народження, член Партії регіонів.

### Керівний склад попередніх скликань
| Прізвище, ім'я, по батькові | Основні відомості                                                         | Дата обрання | Дата звільнення |
| --------------------------- | ------------------------------------------------------------------------- | ------------ | --------------- |
| Чернова Олена Іванівна      | Сільський голова, 1968 року народження, освіта вища, член Партії регіонів | 26.03.2006   | 31.10.2010      |
| Чернова Олена Іванівна      | Сільський голова, 1968 року народження, освіта вища, член Партії регіонів | 31.10.2010   |                 |

Примітка: таблиця складена за даними сайту Верховної Ради України

### Депутати
За результатами місцевих виборів 2010 року депутатами ради стали:

#### За суб'єктами висування
| Суб'єкт висування | Кількість обраних депутатів | %   |
| ----------------- | --------------------------- | --- |
| Партія регіонів   | 14                          | 100 |

#### За округами
| № округу        | Прізвище, ім'я, по батькові     | Дата визнання обраним | Освіта             | Партійна приналежність | Відомості про обраного депутата                                           |
| --------------- | ------------------------------- | --------------------- | ------------------ | ---------------------- | ------------------------------------------------------------------------- |
| Партія регіонів |                                 |                       |                    |                        |                                                                           |
| 1               | Войтко Наталя Миколаївна        | 04.11.2010            | вища               | член Партії регіонів   | Бахмутська сільська рада, секретар                                        |
| 2               | Болбат Людмила Іванівна         | 04.11.2010            | вища               | член Партії регіонів   | СТОВ «Зоря», головний бухгалтер                                           |
| 3               | Перехрест Тетяна Сергіївна      | 04.11.2010            | вища               | член Партії регіонів   | Бахмутська загальноосвітня школа, вчитель                                 |
| 4               | Галушка Ігор Олександрович      | 04.11.2010            | вища               | член Партії регіонів   | тимчасово не працює                                                       |
| 5               | Сегєєва Зоя Василівна           | 04.11.2010            | вища               | член Партії регіонів   | пенсіонер                                                                 |
| 6               | Богданова Тетяна Олександрівна  | 04.11.2010            | середня спеціальна | член Партії регіонів   | дошкільний навчальний заклад «Ромашка» с. Бахмутське, помічник вихователя |
| 7               | Зіміна Ганна Павлівна           | 04.11.2010            | середня спеціальна | член Партії регіонів   | Бахмутська сільська рада, рахівник-касир                                  |
| 8               | Данилова Тетяна Миколаївна      | 04.11.2010            | вища               | член Партії регіонів   | дошкільний навчальний заклад «Ромашка» с. Бахмутське, вихователь          |
| 9               | Рутченко Марина Анатоліївна     | 04.11.2010            | вища               | член Партії регіонів   | приватний підприємець                                                     |
| 10              | Кіктьова Світлана Олександрівна | 04.11.2010            | середня спеціальна | член Партії регіонів   | ЧП Рутченко, продавець                                                    |
| 11              | Савченко Ірина Іванівна         | 04.11.2010            | середня спеціальна | член Партії регіонів   | ЧП Рутченко, продавець                                                    |
| 12              | Тащенко Максим Васильович       | 04.11.2010            | вища               | член Партії регіонів   | СТОВ «Іліус», інженер                                                     |
| 13              | Ковальова Ольга Миронівна       | 04.11.2010            | середня спеціальна | член Партії регіонів   | фельдшерський пункт с. Підгороднє, молодша медсестра                      |
| 14              | Рябоконь Ганна Миколаївна       | 04.11.2010            | вища               | член Партії регіонів   | пенсіонер                                                                 |

## Історія
Бахмутська сільська рада утворилася 5 лютого 1994 року у зв'язку з реорганізацією Покровської сільської ради .

## Стратегічна мета інвестиційного розвитку сільської ради
Пріоритетними галузями економіки, розвиток яких потребує залучення інвестицій, є : — сільське господарство, тваринництво. Крім того, у соціальній сфері в першочерговому порядку капіталовкладення необхідні для ремонту школи-садка, фельдшерських пунктів та благоустрою кладовища; на капітальні ремонти сільських доріг; на освітлення сільських вулиць в нічний час; на оформлення, упорядкування побутового звалища.